# Hrvatski institut za povijest
Hrvatski institut za povijest je hrvatska povjesničarska ustanova. Sljednik je Instituta za historiju radničkog pokreta Hrvatske (1. listopada 1961. – 10. svibnja 1990.) i Instituta za suvremenu povijest (1990. – 19. veljače 1996.). 

## Povijest
Institut za historiju radničkog pokreta Hrvatske osnovan je 1. listopada 1961. godine. Njegovi su formalni osnivači bili Izvršni komitet CK Saveza komunista Hrvatske i Izvršni odbor Glavnoga odbora Socijalističkoga saveza radnoga naroda Hrvatske. Rješenjem Izvršnoga komiteta CK SKH i Izvršnoga odbora GO SSRNH 30. listopada 1961. postavljen je za direktora instituta Franjo Tuđman. U sastavu Instituta našao se Arhiv za historiju radničkog pokreta u Zagrebu, koji je nastao 25. prosinca 1956. godine iz dotadašnjega Historijskoga odjeljenja CK SKH koje je osnovano 1949. godine. Pod imenom Instituta za suvremenu povijest djelovao je od 1990. do 1996. godine, kada je potreba za sveobuhvatnijim istraživanjem i razumijevanjem hrvatske povijesti urodila novim nazivom. Hrvatski institut za povijest od tada pokriva povijest u razdoblju od ranoga srednjeg vijeka do najnovije povijesti.

## O Institutu
Hrvatski institut za povijest organizacijski je sastavljen od pet odjela:
I. Odjel srednjovjekovne povijesti hrvatskog naroda,
II. Odjel novovjekovne povijesti,
III. Odjel povijesti 19. stoljeća,
IV. Odjel suvremene povijesti,
V. Odjel latinističke historiografije,
VI. Odjel Podružnice u Slavonskom Brodu za proučavanje povijesti na području Slavonije, Srijema i Baranje.
Istraživanja se odvijaju u sklopu znanstvenih projekata koje financira Ministarstvo znanosti, obrazovanja i športa Republike Hrvatske. U novom ciklusu, koji je započeo početkom 2007. godine, istražavanja se izvode unutar 12 projekata. Pojedini istraživači uključeni su u rad drugih domaćih i inozemnih projekata, a dio sudjeluje u izvođenju nastave na različitim sveučilištima.
Od 1990-ih godina u Hrvatskom institutu za povijest posvećena je velika pozornost primanju znanstvenih novaka i njihovom usavršavanju. Do danas je magistriralo i doktoriralo više od pedeset znanstvenih novaka koji imaju važnu ulogu u hrvatskoj historiografiji.
Rezultati istraživanja najvidljiviji su u izdavačkoj djelatnosti. U razdoblju od 1994. godine do kraja 2007. objavljeno je 93 znanstvenih knjiga i monografija, s naslovima koji pokrivaju spomenuta razdoblja. Uz to, Hrvatski institut za povijest objavljuje tri časopisa: Časopis za suvremenu povijest, Povijesne priloge i Review of Croatian History. Prva dva imaju dugu tradiciju i pripadaju u red najuglednijih časopisa koji se bave hrvatskom poviješću, dok je zadaća trećeg da inozemnom čitateljstvu predstavi važnije teme iz suvremene hrvatske historiografije.
Prostorije Hrvatskoga instituta za povijest nalaze se u Opatičkoj 10 u Zagrebu. Riječ je o jedinstvenoj zgradi, smještenoj na Gornjem gradu, bogate povijesti i vrijednosti, koju krase Zlatna dvorana, Pompejanska dvorana i Renesansna soba. Prostorije služe za održavanje znanstvenih skupova i koncerata ozbiljne glazbe. 

## Povijest zgrade
Palača koju je za plemićku obitelj Vojkffy-Paravić izgradio 1840. godine Aleksandar Brdarić, od 1882. godine sjedište je Odjela za bogoštovlje i nastavu Zemaljske vlade. Kad je Iso Kršnjavi 1891. godine imenovan odjelnim predstojnikom dao ju je preurediti prema nacrtima Hermanna Bollea, koji je sačuvao Brdarićevu osnovu i glavne elemente njegova klasicističkog stila. Misao vodilja Ise Kršnjavog bila je da se reprezentativnim prostor ima palače u Opatičkoj 10 likovnim sredstvima izraze kultura antike, renesanse, humanizma i kršćanstva kao temelji prosvjetne politike u 19. stoljeću. U tim karakterističnim tipovima pokrivanja zidova izražene su temeljne teme u stilu i duhu historizma. Teme iz klasične prošlosti izvedene su na način pompejanskog zidnog slikarstva. Nacionalna povijest i kultura izvedena je u plastičnoj obojenoj dekoraciji prostora u stilu visoke renesanse, a djela iz svjetske književnosti umetnuta su u oplatu tamne hrastovine. U izvedbi su sudjelovali nastavnici i učenici Obrtne škole, majstori umjetničkog obrta, a individualnim kreacijama slikari Ivan Tišov, Bela Čikoš Sesija, Oton Iveković, Ferdo Kovačević i već afirmirani Celestin Medović i Vlaho Bukovac, te kipari Robert Frangeš Mihanović i Rudolf Valdec. Kao uvod u program smišljeno su na vanjskim krilima zgrade postavljena poprsja filozofa Platona i Aristotela, rad Rudolfa Valdeca, a svečani se ulaz u palaču otvara ogradom od kovana željeza u renesansnom stilu.

### Stubište
Stubište predstavlja malu galeriju muza. Zidovi su oslikani likovima Apolona i devet njegovih pratilaca, muza znanosti i umjetnosti. Na vrhu desnog južnog stubišta prikazan je Apolon s lirom, a na vrhu sjevernog stubišta Euterpa s dvostrukom frulom, muza lirskog pjesništva. Duž zidova astronomiju predstavlja Uranija s nebeskim globusom, komediju Talija s pastirskim štapom i maskom komedijaša, ples Terpsihora s lirom, tragediju Melpomena s maskom tragičara, povijest Klio sa svitkom, zborno himničko pjevanje Polihimnija, epsko pjesnistvo Kaliopa s voštanom pločicom i pisaljkom, ljubavno pjesništvo Erato s kitarom. Ta ljupka mitološka bića skladno je izveo Ivan Tišov, a prateći dekor obrtnik Ivan Clausen. U ovom stubištu nema muza lijepih umjetnosti: slikarstva, kiparstva i graditeljstva, jer su u starih Grka te vrste umjetnosti pripadale tehničkim odnosno obrtnim tvorbama.

### Pompejanska soba
U Pompejanskoj sobi kao u čitanci iz klasične starine, tema je razrađena kompleksnije s likovima i prizorima, koji simboliziraju kulturu, odgoj i etičke vrline grčko-rimskog svijeta. Na istočnom zidu Tišov je predstavio Zeusa, a Čikoš borbu Herkula s divom Antejem. Na južnom je zidu ČikoSevo Šakanje, disciplina u metodi odgoja i u olimpijskim igrama. Nastavlja se u uglu TišovIjev Bahantski prizor Ivekovićev Ratni prizor. Na zapadnom je zidu Čikošev Okovani Prometej. Na sjevernoj strani dva su polja s Ivekovićevom pričom o tračkom pjevaču Orfeju s mrtvom Euridikom i Čikoševom pjesnikinjom Sapfom s Lezbosa. Svi su prizori, kao i na stubištu, u iluzionistički oslikanim arhrtektonskim okvirima. Prate ih u medaljonima portreti Homera, Sokrata, Euripida, Sofokla, Tukidida, Hipokrata, Perikla i Trajana signirani Kovačevićem, Ivekovićem i Čikošem. Sve različito obojene plohe zida s dominantnom crvenom pompejanskom bojom, ispunjene su osobito uspjelim glavama satira, biljnim, životinjskim i geometrijskim motivima iz repertoara ukrašavanja pompejanskih kuća. Raspored ploha prema podlošcima III. i IV. pompejanskog stila načinio je Clausen.
Oslikavanje stubišta i ove sobe završeno je 1892. godine. Kad je 1913./1914. godine dozidan kat, strop je stradao pa ga je Čikoš sa svojim učenicama pokušao obnoviti, vjerojatno prema prvotnom osliku.

### Zlatna dvorana
Zlatna dvorana je svečana dvorana za primanje. Nazvana je zlatnom zbog sjaja kao svjetlosne snage u općem tonu dvorane. Na zapadnoj je strani loggia odijeljena balustrima i stupovima. U dvoranu vode četvora vrata iznad kojih su Frangešovi brončani reljefi, alegorije sveučilišnih fakulteta poznate pod nazivima Teologija, Medicina, Justicija i Filozofija. U skladu su s Tišovljevim platnima Bogoštovlje, Nastava, Umjetnost (Glazba) i Znanost uokvirenim u bogato pozlaćenu dekoraciju stropa. Kršnjavijeva je prvotna ideja bila da se prikažu događaji iz hrvatske kulturne povijesti, ali nakon njegova odstupa 1896. nasljednici su promijenili program te su za slike duž zidova odabrali teme koje svjedoče o važnim datumima iz političke povijesti od ranog srednjeg vijeka do 15. stoljeća. Intencija je bila da ih objedini misao o hrvatskom historijskom pravu i teritorijalnoj cjelovitosti Trojedne Kraljevine Dalmacije, Hrvatske i Slavonije, u sažetku vrlo kompleksne nacionalne povijesti. Zato smisao odabranih sadržaja valja čitati u kontekstu suvremenih historiografskih interesa i problema. Kronološki prva je Medovićeva slika Dolazak Hrvata, prema predaji na obale Jadranskog mora (na južnom zidu). Slijedi Čikoševo Pokrštenje Hrvata po svetoj braći Ćirilu i Metodu i Medovićev Splitski sabor 925. godine (obje su slike na istočnom zidu). Zajednička im je ideja slavenska uzajamnost i bogoslužje na narodnom jeziku. Medovićeve Zaruke kralja Zvonimira sa sestrom mađarskog kralja Jelenom Lijepom (na južnom zidu) potvrđuju pravo Arpadovića na hrvatsko prijestolje. Ivekovićev Poljubac mira hrvatskih velmoža kralju Kolomanu 1102. godine (na sjevernom zidu) prikazuje susret dviju ravnopravnih narodnih individualnosti. Medovićeva Krunidba Ladislava Napuljskog 1403. godine starom hrvatskom krunom (na sjevernom zidu) simbolizira povratak izgubljene Dalmacije, premda će je Ladislav prepustiti Mlečanima 1409. godine. Slike su postupno izrađivane i montirane od 1893. do 1908. pa se, kao i na ostalim djelima u dvorani, zapaža različitost likovnog postupka i stilskih pravaca vladajućih na prijelomu 19. i 20. stoljeća. No među njima Frangešove klasicističke supraporte, Tišovljeve stropne slike i Medovićeve "kraljevske" slike, najbolje prate raskošnu dekoraciju dvorane. Strop loggie pokriva neobarokno platno Ferde Kovačevića nazvano Alegorija, a bočne zidove pokrivaju djela posvećena Kršnjavijevu prosvjetnom radu. Lijevo je Bukovčeva slika Živio kralj, koja prikazuje svečanost u povodu posjeta Franje Josipa I. donjogradskoj školskoj zgradi 1895. godine, desno je Frangešov Lučonoša i plaketa Ive Kerdić s Kršnjavijevim portretom, postrance s godinama 1845. – 1945.

### Renesansna soba
U renesansnoj sobi, kabinetu odjelnog predstojnika, s izvornim namještajem Kršnjavi upravljao je prosvjetnom politikom zemaljske vlade. Slike na zidovima posvećene su kultnim imenima poezije i drame Homeru, Danteu, Shakespeareau i Goetheu s prizorima iz njihovih djela prema Čikoševu izboru: iz Homerova epa Odisej ubija prosce, iz Božanstvene komedije Dante pred vratima Čistilišta, prema Shekespeareu Marko Antonije nad lešinom Cezarovom, iz Fausta Valpurgina noć. Objedinjuje ih skupni portret pjesnika Homer uči Dantea, Shakespearea i Goethea pjevati.

## Uprava

### Ravnatelji
Popis nepotpun
- Franjo Tuđman, od listopada 1961. do travnja 1967.
- Dušan Bilandžić, od rujna 1967. do rujna 1969.
- Zlatko Čepo, od listopada 1969. vd., od listopada 1972. do prosinca 1986.
- Zorica Stipetić, od siječnja 1987. do srpnja 1991.
- Mirko Valentić, od srpnja 1991. do prosinca 2002.
- Milan Kruhek, od siječnja 2003. do prosinca 2006.
- Stjepan Matković, od siječnja 2007. do prosinca 2010.
- Jasna Turkalj, od siječnja 2011. do prosinca 2018.
- Gordan Ravančić, od siječnja 2019.[2][3]

## Znanstveni skupovi
Hrvatski institut za povijest svake tri godine organizira znanstveni skup Gradovi hrvatskog srednjovjekovlja.

## Vanjske poveznice

### Ostali projekti
|  | Zajednički poslužitelj ima stranicu o temi Hrvatski institut za povijest    |
|  | Zajednički poslužitelj ima još gradiva o temi Hrvatski institut za povijest |

### Službene stranice
- Hrvatski institut za povijest